# Медведев, Израиль Львович
Израиль Львович Медведев (14 апреля 1930; СССР - 29 октября 1998, США) — советский и американский учёный, внёс важный вклад в проектирование и реализацию параллельных вычислительных систем.

## Биография
В 1966 году защитил диссертацию на соискание степени кандидата технических наук, выполненную в Институте проблем управления (Москва) под руководством академика Я. З. Цыпкина

В 1988 году защитил докторскую диссертацию в Институте проблем управления, выполненную в лаборатории академика Прангишвили.

Под руководством Медведева был создан советский суперкомпьютер ПС-2000.

В 1992 году Медведев переехал в США, где успешно продолжал научную инженерную деятельность. Освоив английский язык и быстро сориентировавшись в новой стране, Медведев сумел получить существенные гранты на продолжение своей работы. Преждевременная смерть в 1998 году остановила работу ученого. Медведев похоронен в Калифорнии.